# Adler Simon
Adler Simon (Miskolc, 1861. november 30. – Budapest, 1930. december 17.) gyógypedagógus.

## Élete
Adler Sámuel kereskedő és Weisz Rozália gyermekeként született zsidó családban. Középiskolai tanulmányait szülővárosában végezte, majd a Budapesti Izraelita Tanítóképzőben tanult, ahol 1881-ben tanítói oklevelet szerzett. 1881 és 1907 között az Izraelita Siketnémák Országos Intézetének tanítójaként dolgozott, majd 1907-től 1930 szeptemberéig a Wechselmann-féle Vakok Intézetének igazgatója volt. A 20. század elejének egyik jelentős gyógypedagógusaként először foglalkozott Magyarországon vak és siketnémák oktatásával. Írásai megjelentek a Népnevelők Lapjában, a Kalauzban, az Izraelita Tanügyi Értesítőben, a Magyar Hírlapban és az Egyenlőségben. Az Országos Izraelita Tanítóegyesületnek alelnöke volt.
A Kozma utcai izraelita temetőben helyezték végső nyugalomra (16B-4-42).
Emlékét a Dohány utcai zsinagóga sírkertjében emléktábla őrzi.

## Családja
Felesége Schlesinger Sarolta (1871–1945) volt, Schlesinger Sándor könyvelő és Abeles Hermina lánya, akivel 1891. november 29-én Budapesten kötött házasságot.
Gyermeke
- Adler Hermin (1894–?). Férje Ehrenthal Jenő (1886–?) hitközségi főpénztáros.

## Főbb művei
- A vak siketnémák tanításáról (A Gyermek, 1911)
- Wie sollen wir für die Zukunft unserer Kriegsblinden sorgen? Fejér Gyulával (Budapest, 1915)

Műfordítása
- Juan Pablo Bonet: A betűknek elemeikre való felbontása és a némák beszédre való tanításának művészete (Budapest, 1907)